# Aconitum liljestrandii
Aconitum liljestrandii är en ranunkelväxtart som beskrevs av Hand.-mazz.. Aconitum liljestrandii ingår i släktet stormhattar, och familjen ranunkelväxter.

## Underarter
Arten delas in i följande underarter:
- A. l. falcatum
- A. l. fangianum